# Persone di nome Ethan
| Questa pagina contiene informazioni ricavate automaticamente dalle voci biografiche con l'ausilio del template Bio e di un bot. L'aggiornamento è periodico e automatico e ricostruisce completamente la pagina. Se manca una persona in questa lista, sei pregato di non aggiungerla, ma accertati piuttosto che la sua voce biografica contenga il template Bio e che i dati anagrafici siano correttamente compilati. Se il template Bio manca, inseriscilo tu stesso o, in alternativa, metti l'avviso {{tmp\|Bio}} che ne segnala la mancanza. Se i dati riportati sono sbagliati, correggi direttamente la voce biografica; le modifiche saranno visibili in questa lista entro pochi giorni. Per chiarimenti vedi il progetto antroponimi. La lista contiene solo le 55 persone che sono citate nell'enciclopedia e per le quali è stato implementato correttamente il template Bio. Pagina aggiornata al 16 ott 2024. |

Questa è una lista di persone presenti nell'enciclopedia che hanno il prenome Ethan, suddivise per attività principale.

## Astisti(1)
- Ethan Cormont, astista francese (Créteil, n. 2000)

## Astronomi(1)
- Ethan Kandler, astronomo statunitense

## Attivisti(1)
- Ethan Zuckerman, attivista e blogger statunitense (n. 1973)

## Attori(11)
- Ethan Cutkosky, attore e cantante statunitense (St. Charles, n. 1999)
- Ethan Embry, attore statunitense (Huntington Beach, n. 1978)
- Ethan Erickson, attore statunitense (Minneapolis, n. 1973)
- Ethan Hawke, attore, sceneggiatore e scrittore statunitense (Austin, n. 1970)
- Ethan Laidlaw, attore statunitense (Butte, n. 1899 - Los Angeles, † 1963)
- Ethan Peck, attore statunitense (Los Angeles, n. 1986)
- Ethan Phillips, attore statunitense (Garden City, n. 1955)
- Ethan Juan, attore e modello taiwanese (Taichung, n. 1982)
- Ethan Slater, attore, cantante e sceneggiatore statunitense (Washington, n. 1992)
- Ethan S. Smith, attore e produttore cinematografico statunitense (Houston, n. 1978)
- Ethan Suplee, attore statunitense (New York, n. 1976)

## Attori teatrali(1)
- Ethan Freeman, attore teatrale e baritono statunitense (Mount Vernon, n. 1959)

## Calciatori(17)
- Ethan Ampadu, calciatore inglese (Exeter, n. 2000)
- Ethan Bartlow, calciatore statunitense (Woodinville, n. 2000)
- Ethan Bristow, calciatore nevisiano (Maidenhead, n. 2001)
- Ethan Britto, calciatore gibilterriano (Gibilterra, n. 2000)
- Ethan Brooks, calciatore sudafricano (Johannesburg, n. 2001)
- Ethan Erhahon, calciatore scozzese (Glasgow, n. 2001)
- Ethan Finlay, calciatore statunitense (Duluth, n. 1990)
- Ethan Galbraith, calciatore nordirlandese (Belfast, n. 2001)
- Ethan Hanns, calciatore samoano (n. 1988)
- Ethan Horvath, calciatore statunitense (Highlands Ranch, n. 1995)
- Ethan Jolley, calciatore gibilterriano (Gibilterra, n. 1997)
- Ethan Laird, calciatore inglese (Basingstoke, n. 2001)
- Ethan Nwaneri, calciatore inglese (Londra, n. 2007)
- Ethan Pinnock, calciatore giamaicano (Londra, n. 1993)
- Ethan Santos, calciatore gibilterriano (Gibilterra, n. 1998)
- Ethan White, ex calciatore statunitense (Kensington, n. 1991)
- Ethan Zubak, calciatore statunitense (Corona, n. 1998)

## Cantanti(1)
- Ten Tonnes, cantante britannico (Hertford, n. 1996)

## Cestisti(3)
- Ethan Happ, cestista statunitense (Milan, n. 1996)
- Ethan Rusbatch, cestista neozelandese (Christchurch, n. 1992)
- Ethan Thompson, cestista statunitense (Harbor City, n. 1999)

## Ciclisti su strada(1)
- Ethan Hayter, ciclista su strada e pistard britannico (Londra, n. 1998)

## Danzatori(1)
- Ethan Stiefel, ballerino e coreografo statunitense (Tyrone, n. 1973)

## Fumettisti(1)
- Ethan Van Sciver, fumettista statunitense (Utah, n. 1974)

## Generali(1)
- Ethan Allen, generale statunitense (Litchfield, n. 1738 - Burlington, † 1789)

## Giocatori di football americano(4)
- Ethan Evans, giocatore di football americano statunitense (Mount Airy, n. 2001)
- Ethan Greenfield, giocatore di football americano statunitense (Lindenhurst)
- Ethan Horton, ex giocatore di football americano statunitense (Kannapolis, n. 1962)
- Ethan Pocic, giocatore di football americano statunitense (Lemont, n. 1995)

## Martellisti(1)
- Ethan Katzberg, martellista canadese (Nanaimo, n. 2002)

## Pattinatori di velocità su ghiaccio(1)
- Ethan Cepuran, pattinatore di velocità su ghiaccio statunitense (Glen Ellyn, n. 2000)

## Pianisti(1)
- Ethan Iverson, pianista e compositore statunitense (Menomonie, n. 1973)

## Pistard(2)
- Ethan Mitchell, pistard neozelandese (Auckland, n. 1991)
- Ethan Vernon, pistard e ciclista su strada britannico (Bedford, n. 2000)

## Produttori discografici(1)
- Ethan Johns, produttore discografico britannico (Merton, n. 1969)

## Registi(1)
- Ethan Wiley, regista, sceneggiatore e produttore cinematografico statunitense

## Scrittori(1)
- Ethan Canin, scrittore statunitense (Ann Arbor, n. 1960)

## Tennisti(1)
- Ethan Quinn, tennista statunitense (Fresno, n. 2004)

## Tuffatori(2)
- Ethan Pitman, tuffatore canadese (n. 1997)
- Ethan Warren, tuffatore australiano (Sunnybank, n. 1991)